# Brachystele dilatata
Brachystele dilatata es una especie de orquídeas de hábito terrestre originaria de Sudamérica.

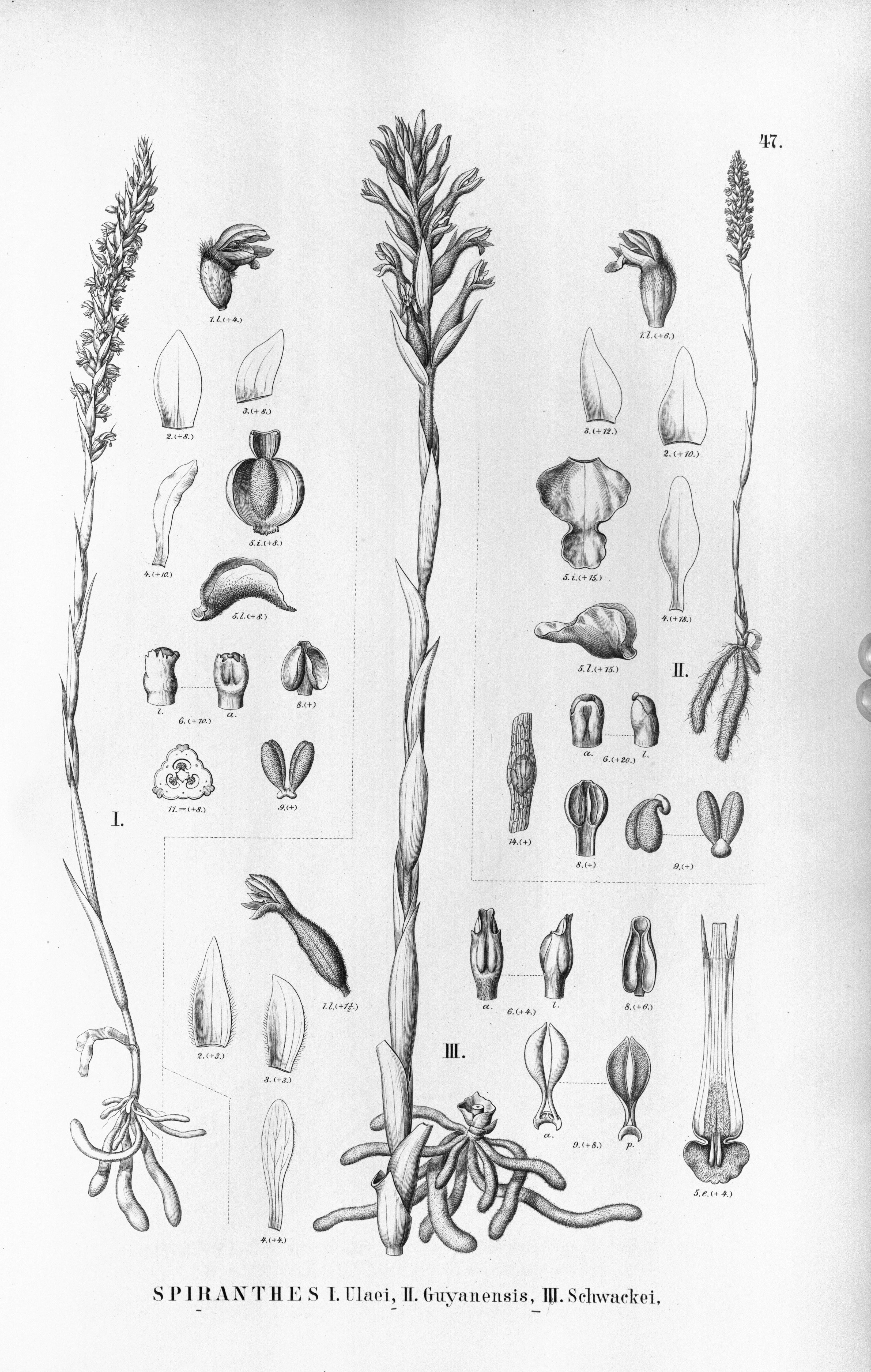
Ilustración

## Descripción
Es una orquídea de pequeño tamaño, de hábito terrestre con algunas hojas elípticas, agudas a acuminadas, reduciéndose abruptamente abajo en la base peciolada. Florece en una inflorescencia terminal, erecta, de  30 cm de largo , con muchas flores, inflorescencia cónica, con brácteas agudas lineales.

## Distribución
Se encuentra en Perú, Brasil, Argentina y Uruguay

## Taxonomía
Brachystele bracteosa fue descrita por Schlechter en Beihefte zum Botanischen Centralblatt 37(2): 373. 1920.
Etimología
Brachystele:  nombre genérico que proviene del griego brachys, corto, y estele, en la columna, en referencia al formato de la columna de sus flores.
dilatata: epíteto latino que significa "dilatada".
Sinónimos
- Brachystele hoehnei Pabst
- Brachystele ulaei (Cogn.) Schltr.
- Cyclopogon icmadophilus (Barb.Rodr.) Schltr.
- Gyrostachys dialata (Lindl.) Kuntze
- Gyrostachys dilatata (Lindl.) Kuntze
- Spiranthes dilatata Lindl.
- Spiranthes icmadophila' Barb.Rodr.
- Spiranthes ulaei Cogn.'
- Stenorrhynchos icmadophilum (Barb.Rodr.) Barb.Rodr.[4][5]